# عمر عبد الكافي
عمر عبد الكافي شحاتة (1 مايو 1951م-) داعية إسلامي مصري ولد في المنيا بقرية تلة بصعيد مصر. اهتم بالإعجاز العلمي في القرآن واللغة العربية وأحاديث الدار الآخرة.

## النشأة والتعليم
نشأ في قرية تلة من قرى محافظة المنيا، حصل على درجة الليسانس في الدراسات العربية والإسلامية ودرجة الماجستير في الفقه المقارن. التحق بكلية الزراعة وحصل منها على درجة الدكتوراه في العلوم الزراعية، ودرس بأكاديمية البحث العلمي وعمل باحثًا بالمركز القومي للبحوث. تنقل وهو صغير بين أيدي أساتذة وعلماء في شتى العلوم الشرعية من فقه وتوحيد وتفسير وسيرة وأصول فقه وعلوم حديث، من أمثال الشيوخ محمد الغزالي ومحمد متولي الشعراوي ويوسف القرضاوي، وحفظ على يد أساتذته صحيحي البخاري ومسلم بالأسانيد، وكان لهذا الحفظ أثره الواضح في تلقيه العلم طوال سنوات عمره.
وبسبب حبه للغة العربية وإلمامه بآدابها وعلومها؛ فقد درس البلاغة والنحو والصرف وحفظ كثيرًا من المتون كألفية بن مالك وغيرها، خلال فترة السنوات التي كان فيها عضوًا بالهيئة العالمية للإعجاز العلمي برابطة العالم الإسلامي.
غادر مصر عام 2000 بسبب التضييق الذي تعرض له في عهد الرئيس الأسبق حسني مبارك، فمنع من إلقاء أي محاضرات أو خطب في المساجد والجامعات والأندية، مما أجبره على السفر إلى الخارج وإكمال دعوته هناك. كان يقيم في دولة الإمارات ويتنقل بين العديد من الدول العربية والأوروبية لنشر الدعوة الإسلامية، ثم عاد إلى مصر عام 2011م

## نشاطه الدعوي
بدأ يخطب في يوم الجمعة ويُلقي دروس العلم فور تخرجه من الجامعة عام 1972م، وكان له درسان يومي الإثنين والخميس نحو عشرين عامًا، وله دروس علم ومجموعات محاضرات منتظمة أُلقيت لفترة طويلة منها: الدار الآخرة، وشرح صحيح البخاري، والسيرة النبوية، وقصص الأنبياء، فيما عدا خطب الجمعة التي تربو على (1200) خطبة، كذلك فقد بلغت دروسه قرابة الـ (3000) درس مدة كل درس ساعة ونصف.

### مؤلفات
تفرغ لأبحاثه العلمية الخاصة منذ عام 1994م، وعكف على تأليف موسوعة الإعجاز العلمي في القرآن والسنة، وموسوعة أنبياء الله، وكتاب عن (فقه الغربة)، وهو كتاب يخص المسلمين المغتربين الذين يعيشون خارج بلاد الإسلام، كذلك كتاب الصلاة عبادة وأسرار وكتاب صفوة الصفوة والوعد الحق وكتاب أمسك لسانك.

### في الإعلام
له العديد من البرامج التلفزية والإذاعية الشهيرة ولعل أشهرها برنامج «الوعد الحق» وبرنامج «هذا ديننا» وبرنامج «صفوة الصفوة» بالاشتراك مع الدكتور محمد خالد في قناة الشارقة الفضائية، وقد تحولت هذه البرامج إلى كتب وحققت نجاحًا عالميًا ، وله العديد من البرامج الذي يُقدمها كل عام في شهر رمضان منها: مذكرات إبليس، وكنوز السنة، وويزكيهم، وأهل الحكمة.
من القنوات التي قدم بها برامج قناة دعوة وقناة الرسالة وقناة الندى الفضائية.

## مناصب وعضويات
- عضو في هيئة الحكماء الاتحاد العالمي لعلماء المسلمين.
- عضو جائزة دبي الدولية للقرآن الكريم.
- مدير مركز الدّراسات القرآنية لجائزة دبي الدولية للقرآن الكريم.
- عضو في المجمع الفقهي لعلماء الهند.
- مستشار ثقافي بمركز جامعة الماجد للثقافة والتراث بدبي.

## حياته الخاصة
له أربعة إخوة ذكور (محمد، علي، أبو بكر، عثمان) وأختين. وهو متزوج من حفيدة الشيخ محب الدين الخطيب، وكانت مدرّسة بجامعة القاهرة في قسم الوثائق والمكتبات. له ثلاثا من الابناء الذكور(أحمد، بلال، عمار) وابنتان.